# Auguste (navire)
Pour les articles homonymes, voir Auguste (homonymie).
L’Auguste est un corsaire français qui fut naufragé au large de l'île du Cap-Breton en 1761, lorsqu'il transportait les exilés après la chute de la Nouvelle-France.

## Histoire
L'Auguste fut capturé par les Anglais et converti en navire marchand[Quand ?].

### Dernier voyage et naufrage
En septembre 1761, il fut engagé par le gouvernement britannique pour le transport des exilés français et canadiens de Montréal vers la France. Pour le voyage, le commandement fut donné à Joseph Knowles, un capitaine anglais. Le navire n'était pas armé et transportait 121 passagers et membres d'équipage. Dès que le navire quitta l'embouchure du Saint-Laurent le 28 octobre, le vaisseau encourut de forts vents contraires, et de fortes vagues qui endommagèrent le navire. Avec un bateau qui prenait l'eau, un équipage épuisé et des gréements endommagés, le capitaine chercha à prendre refuge dans une baie du Cap-Breton. Cependant, Knowles ne fut pas capable de trouver un endroit sûr pour l’Auguste car il n'avait que des cartes des côtes françaises.
Le navire échoua sur le côté nord-est du Cap-Breton, sur l'isthme au fond de la baie Aspy. Seulement 7 des 121 personnes à bord ont pu regagner la terre ferme vivants. Plusieurs Canadiens notables périrent durant le naufrage, dont Charles-René Dejordy de Villebon, Louis-Joseph Gaultier de La Vérendrye, François-Josué de la Corne Dubreuil et Louis de La Corne.
Des naufragés qui ont survécu, il y avait le capitaine, le marchand Luc de la Corne, deux soldats, deux servants, et un soldat retraité. Ces sept survivants parvinrent à retourner, à pied, jusqu'à Québec et l'un d'eux, le capitaine Saint-Luc de la Corne, décrivit le naufrage (où il perdit ses deux fils et autres parents) ainsi que leur voyage de retour. 

### Recherches
Parmi les avoirs de ses passagers, le navire contenait une quantité considérable d'or et d'argent. Ceci a attiré un certain nombre de chercheurs de trésors, incluant Joe Amaral, et certains archéologues de Parcs Canada. Plusieurs artéfacts de l’Auguste peuvent être vus au Musée maritime de l'Atlantique à Halifax.